# Cycnidolon batesianum
Cycnidolon batesianum là một loài bọ cánh cứng trong họ Cerambycidae.